# Marcel Legay
Pour les articles homonymes, voir Legay.

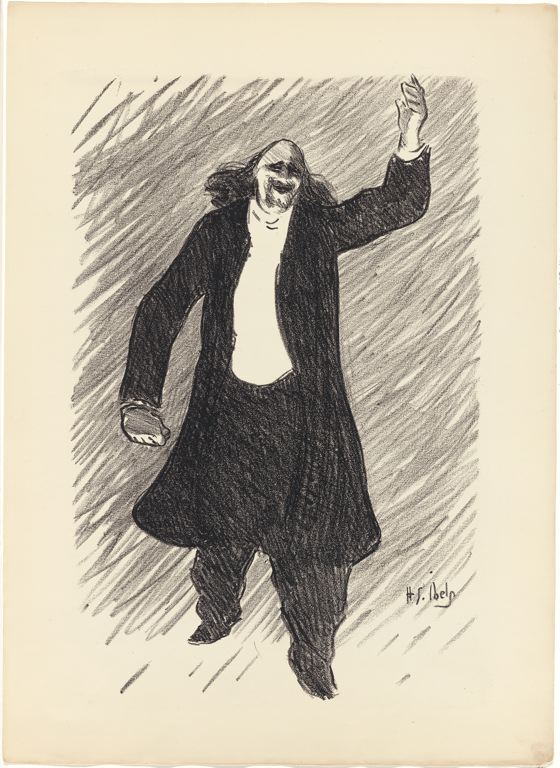
Marcel Legay par Henri-Gabriel Ibels (1893).

Arthur Jacques Joseph Legay dit Marcel Legay, né le 8 novembre 1851 à Ruitz (Pas-de-Calais) et mort le 16 mars 1915 à Paris 9e, est un chansonnier français
Il était surnommé « le barde au bouc noir » ou encore le « chauve chevelu ». Il est considéré comme le précurseur des chansonniers de Montmartre.

## Biographie[3]
Marcel Legay est issu d'une famille de porions du Pas-de-Calais. À la suite de la déclaration de la guerre franco-allemande de 1870, il s'engage au 20e chasseurs à pied, puis termine son service dans la musique du 43e régiment d'infanterie de Lille en tant que clarinettiste.
Il part ensuite s'installer à Paris en 1876 où il commence à chanter et vendre ses chansons dans les rues de Montmartre et du quartier latin.
En 1881, il commence à chanter au Chat Noir alors que celui-ci venait d'ouvrir ses portes. Avec les hydropathes, dont il fait partie depuis 1879, il rejoint le groupe qui vient de faire de ce cabaret son lieu de prédilection. Il côtoie à cette période Aristide Bruant, Eugénie Buffet et Alphonse Allais.
En 1882, il met en musique la Chanson du semeur, chanson engagée de Jean Baptiste Clément (connu pour Le Temps des cerises) à l'Eldorado.
En 1885, il ouvre le cabaret de la Franche Lippée rue des Abbesses. Il se produit souvent dans différents cabarets comme les Quat'z'arts, le Chien Noir, le Lapin Agile, le moulin de la Galette. Il ouvrira plusieurs cabarets : l'Alouette (1899), le cabaret du Grillon (190 ?), les Noctambules (1904). Il est très ami avec Jules Jouy, compose beaucoup de musique pour Maurice Boukay dont celles publiées dans le livre Chansons rouges (Flammarion-1896). Innovateur artistique avec les superbes albums de musique Toute la Gamme (1886) et Les Rondes du Valet de carreau (1887), il mettra en musique des pages de prose tirées de Maupassant, Hugo, Louise Michel, etc. au cours de l'événement artistique exceptionnel "Prose en Musique - Audition unique", donné salle Kriegelstein en 1889.
Quelques chansons resteront populaires :
- Le bleu des bleuets (paroles Edmond Haraucourt, 1892), chantée notamment par Georges Brassens,  Mathé Altéry et 10 autres interprètes.
- Sans rien dire (paroles Claude Moselle, 1899) chantée notamment par Jean Lumière, Cora Vaucaire et 12 autres interprètes.
- Écoute ô mon cœur [aussi appelée Chanson du pays d'Artois] (paroles Marcel Legay, 1904), chantée notamment par Louis Lynel, Jacques Douai et17 autres interprètes..
- Va danser (paroles de Gaston Couté, 1905) chantée par Édith Piaf, Monique Morelli, Paule-Andrée Cassidy et 20 autres interprètes.

La plupart des illustrations de ses chansons sont l'œuvre de Steinlen.
Il se mariera avec Berthe Duthier.
Il meurt le 16 mars 1915. Il repose avec sa femme au cimetière Saint-Vincent à Paris.

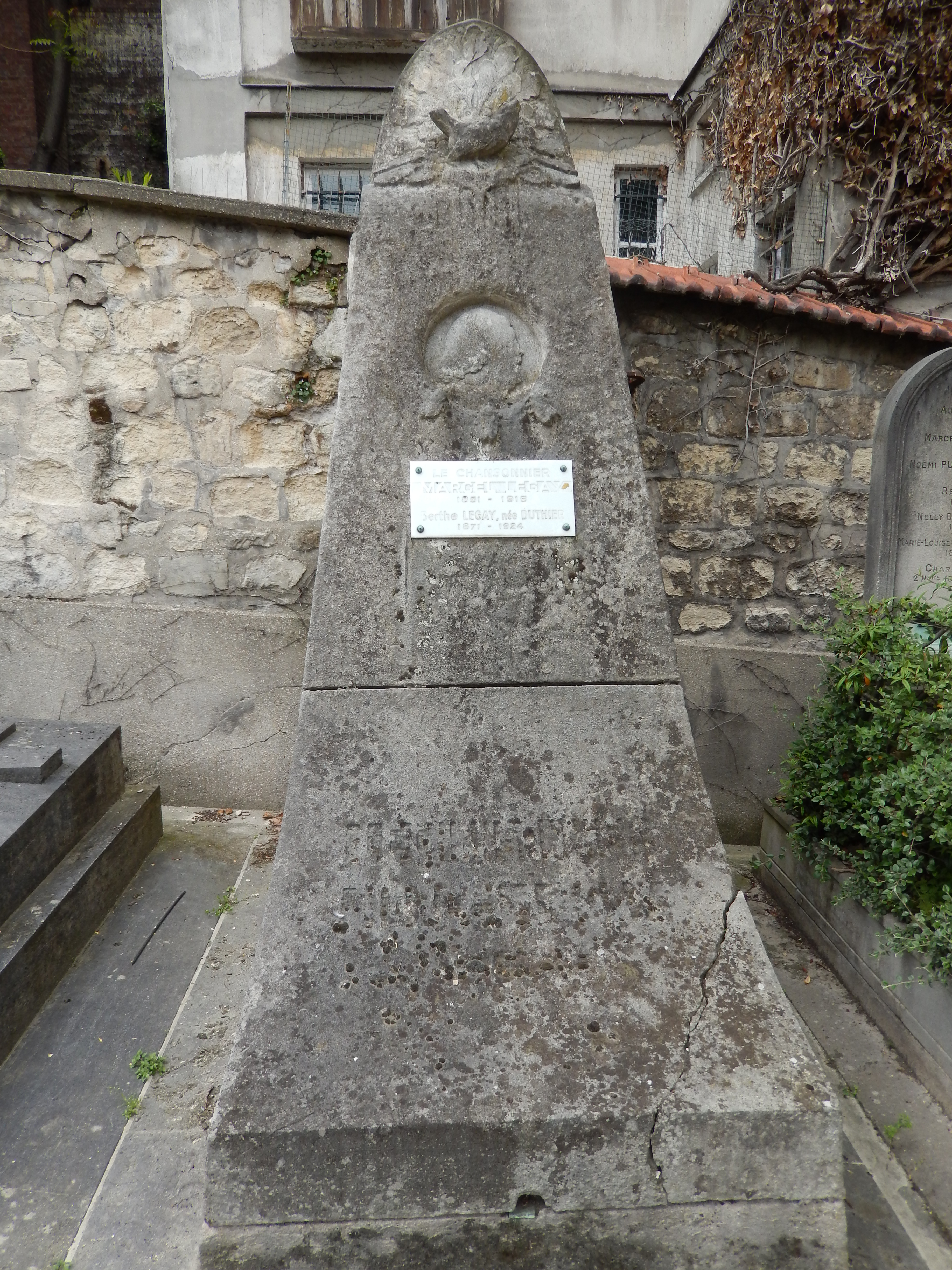
Tombe de Marcel Legay (cimetière Saint-Vincent).

## Ses œuvres
- 1886 Toute la gamme (éd. Brandus) 15 chansons
- 1887 Les Rondes du valet de carreau (Marpon et Flammarion, Texte George Auriol, illustration Steinlein) / (réédition 1910, éd. librairie de la bonne chanson)
  1. Le Valet de carreau
  2. Chanson du roy et de la reine
  3. La Poupée
  4. La Petite Bobotte
  5. Le Marchand de sable
  6. Buvons du lait
  7. Chanson des adieux
  8. La Chanson des fous
- Chansons du peuple (éd. Enoch) texte de M. Boukay/illustration Steinlein
  - Première série
    1. Chanson des petits mendiants
    2. La chanson du myosotis
    3. La chanson de la violette
    4. La chanson de Floréal
    5. La chanson de Vendémiaire
    6. Chanson de l'hyménée (voix élevées)

  - Deuxième série
    1. La chanson de Messidor
    2. La chanson de Brumaire
    3. La chanson de germinal
    4. La chanson de Ventôse
    5. La chanson de fructidor
    6. La chanson de Prairial (voix élevées) / 6bis. la même (pour voix grave)
- 1895 Chansons cruelles chansons douces (poèmes d'André Barde, ed. Paul Ollendorff)
  1. Le Bouquet
  2. Chanson de fou
  3. Turlurette
  4. La Dame aux yeux crevés
  5. Ton cimetière
  6. Le Bouclier en peau de femme
  7. Représailles
  8. Sujétion
  9. Dernier madrigal
  10. La terrible vengeance
  11. Le Portrait
  12. Attente
  13. Vampirisme
  14. Hypocrisie
  15. Les 3 corbeaux
  16. Malgré tout !
  17. Le Cadavre
  18. Purification
  19. Mépris
  20. Au long des haies
  21. Ton rire
  22. Le Ruisseau
  23. Aumône
  24. Nostalgie d'autrefois
  25. Lied platonique
  26. Ton sein
  27. Chanson d'automne
  28. Chanson d'hiver
  29. Ta peau
  30. Au soleil
  31. Coin du feu
  32. La gloire du mensonge
  33. Avatar
- Chansons rouges (Wikisource), 1896, Flammarion, texte de M. Boukay/illustration Théophile Alexandre Steinlen
  1. Chanson de Misère
  2. Chanson du Rémouleur
  3. Chanson de l’Oubli
  4. Chanson de l’Aiguille
  5. La Forêt rouge
  6. La Vigne rouge
  7. La Cité rouge
  8. Le Moulin rouge
  9. Noël rouge
  10. La Voleuse
  11. Les Quatre Dames
  12. La Chanson du pauvre chanteur
  13. L’Agonie de l’Artiste
  14. Nocturne rouge
  15. Aubade rouge
  16. Fermez la porte
  17. En face
  18. Les Ventres
  19. Chanson de Nature
  20. Le Mot passé
  21. La Dernière Bastille
  22. La Chanson du Laboureur
  23. Le Lys rouge
  24. Les Chardons
  25. Les Pissenlits
  26. Chanson des Maréchaux
  27. Et puis après
  28. Le roi Plutus
  29. L’Homme de bronze
  30. Tu t’en iras les pieds devant
  31. La Madeleine
  32. La Femme libre
  33. Le Coq rouge
  34. Reine du Monde
  35. L’Étoile rouge
  36. Le Soleil rouge
- 1896 Chansons de cœur (éd. Ollendorff, poésie d’Émile Antoine, couverture Steinlein)
- 1898 Chansons Fragiles (éd. Flammarion, poèmes de Paul Romilly)
- 1900 Les ritournelles (éd. Baudoux, poèmes de Paul Moselle) ; réédition en 1915, éd. Vanier : 20 chansons
- (?) Les chansons nouvelles (éd. Enoch poèmes de Émile Antoine, Andre Barde, Maurice Boukay, J-L Croze, Leon Durocher, L. Hérel, Paul Marroc, Henri Murger, Camille Soubise) : 15 chansons (dont 4 Les cloches / 8 pourquoi files-tu)
- 1906 le Chansonnier Marcel Legay ; Les dix plus grand succès
  - La Musique pour Tous (portrait dessiné par Lucien Victor Guirand de Scevola).
  - Chanson de Fou (paroles de André Barde) / Et voilà pourquoi Madeleine ou l'école buissonnière[9] (paroles de Léon Durocher) / le Bleu des Bleuets (paroles de Edmond Haraucourt)
  - le chapelet d'amour (paroles de Villemer et H.Ryon) / Jean-Pierre (paroles de Richepin)
  - le serment trahi (paroles de G. Montoya) / premier aveu (paroles de Marcel Legay) / les muguets blancs (paroles de Jehan Sarrazin)
  - Y a d'la gloire (paroles de Léon Durocher) / mes moutons (poésie de Charles Quinel)
- Autres chansons:
  - Sur des textes de Léon Durocher : Le Marchand de clous d'or (1903) / la Montmartroise
  - de ses propres textes :  Écoute ô mon cœur (éd Braun-Philippo 1904) / L'Heure du rendez vous (illustration Steinlein)
  - À la dérive (collection Grimaud, poème de Jean Richepin, 1889) / Mes moutons (texte Charles Quinel. éd. Joubert) / Le gueux (?) / La chanson des couleurs (texte Y. Lug) /
  - La sainte bohème (ed. imprimerie des Annales, 1894, texte Théodore de Banville) / Sans rien dire (texte Moselle, éd. Rouart)